# Platycomopsis nuchapilosa
Platycomopsis nuchapilosa is een rondwormensoort uit de familie van de Leptosomatidae. De wetenschappelijke naam van de soort is voor het eerst geldig gepubliceerd in 1970 door Vitiello.